# Fudbalski Klub Obilić
Il Fudbalski Klub Obilić (cir. ser. Фудбалски клуб Обилић, alf. lat. Football Club Obilić), noto come Obilić, è un club calcistico di Belgrado, capitale della Serbia, con sede nella municipalità di Vračar.

## Storia
Fondato nel 1924, dedicato a Miloš Obilić, eroe della battaglia di Kosovo Polje del 1389 che uccise il sultano Murad I, dopo decenni passati nelle serie minori ed il cambio di nome imposto dopo la seconda guerra mondiale, FK Čuburac, durato fino al 1952 quando, in seguito alla fusione con l'FK Šumadija, riassunse l'originaria denominazione, il FK Obilić raggiunse per la prima volta un campionato nazionale, la Treća savezna liga, la terza serie nazionale, al termine della stagione 1987/88.
Come tante altre squadre, con la disgregazione della Jugoslavia, andò a riempire i vuoti lasciati dai club delle ex-repubbliche nei campionati maggiori e nel 1992/93 il club venne quindi promosso in Druga liga e nel 1994, la prima storica promozione nel massimo campionato dell'ancora Jugoslavia. Al termine di quella che fu una cavalcata trionfale, l'Obilić raggiunse la finale della Coppa Nazionale Jugoslava del 1995 e, seppur sconfitto (0-0 e 0-4) dalla Stella Rossa (già campione di Jugoslavia), si qualificò per la Coppa delle Coppe.
Nel 1996, Željko Ražnatović "Arkan", comandante di truppe paramilitari serbe durante le guerre dei Balcani, assunse la presidenza del club e l'Obilić nel 1998 vinse il suo primo (e finora unico) campionato jugoslavo, arrivando a disputare un'altra finale della Coppa di Jugoslavia (persa per 0-0 e 0-2 con il Partizan Belgrado), acquisendo il diritto a partecipare alla UEFA Champions League, dove vinse il primo turno preliminare contro gli islandesi dell'ÍBV ma venne eliminata nel secondo turno dal Bayern Monaco non qualificandosì così alla fase a gironi. Di questi anni è l'incredibile record di 47 partite senza sconfitte, dal 2 novembre 1997 al 7 agosto 1999.
L'anno successivo terminò il campionato al secondo posto, ma la UEFA escluse il club dalla partecipazione alle coppe e la presidenza di "Arkan" terminò il 25 luglio 1998, quando venne assunta da sua moglie Ceca, celeberrima cantante turbo-folk.
Al termine della stagione 2005/06, l'Obilić retrocesse, iniziando una discesa che solo negli ultimi anni si è arrestata.
Nel 2018/19 giocherà in quella che è la quinta serie nazionale, la Prva Beogradska Liga.

## Stadio
Il club disputa i suoi match interni nello Stadion Miloš Obilić, che può contenere 4.508 spettatori.
I colori sociali sono blu e giallo.

## Stagione in corso
Nella stagione 2018/19 gioca nella Prva Beogradska Liga, quinta serie nazionale.

## Palmarès

### Competizioni nazionali
- Campionato serbo-montenegrino: 1

1997-1998

### Altri piazzamenti
- Campionato serbo-montenegrino:

Secondo posto: 1998-1999
Terzo posto: 1999-2000, 2000-2001
- Coppa di Serbia:

Finalista: 1994-1995, 1997-1998
Semifinalista: 1996-1997, 1998-1999, 2000-2001, 2003-2004

## Statistiche

### Statistiche nelle competizioni UEFA
Tabella aggiornata alla fine della stagione 2017-2018.
| Competizione                  | Partecipazioni | G | V | N | P | RF | RS |
| ----------------------------- | -------------- | - | - | - | - | -- | -- |
| UEFA Champions League         | 1              | 4 | 2 | 1 | 1 | 5  | 6  |
| Coppa delle Coppe             | 1              | 2 | 0 | 1 | 1 | 2  | 3  |
| Coppa UEFA/UEFA Europa League | 2              | 6 | 1 | 2 | 3 | 7  | 7  |
| Coppa Intertoto               | 2              | 4 | 0 | 2 | 2 | 4  | 7  |